# Lanciano
Lanciano [lančáno] je město v Itálii, asi 15 km jihovýchodně od Chieti a přes 100 km východně od Říma. Nachází se v údolí řeky Sangro v nadmořské výšce 265 m a je vzdáleno 13 km od pobřeží Jaderského moře. Patří k provincii Chieti v regionu Abruzzo. Obec Lanciano má rozlohu 67 km² a přibližně 34 tisíc obyvatel.

## Historie
Ve starověku bylo město známé jako Anxanum, v místním dialektu se mu říká Langiàne. Podle legendy bylo město založeno v roce 1179 př. n. l. uprchlíky ze zničené Tróje. Původními obyvateli byl italický národ Frentanů. V první polovině 8. století se ve zdejším kostele svatého Longina stal první eucharistický zázrak uznaný římskokatolickou církví. Před sjednocením Itálie bylo součástí Sicilského království a Fridrich II. Štaufský jmenoval v roce 1212 Lanciano královským městem. Roku 1515 byla zřízena arcidiecéze, která byla v roce 1834 sloučena s diecézí Ortona. Hlavním chrámem arcidiecéze je Cattedrale della Madonna del Ponte, postavená roku 1819 na místě kostela ze 14. století. Autorem projektu byl Eugenio Michitelli.
V říjnu 1943 povstalo Lanciano proti německé okupaci a bylo zabito 23 místních obyvatel. Po druhé světové válce byla městu udělena Zlatá medaile za chrabrost v boji.

## Zajímavosti
Lanciano je centrem obchodu a řemesel, tradici zde má již od středověku výroba nábytku a keramiky. V okolí se pěstuje vinná réva a olivovníky, koná se zde zemědělský veletrh. Místní specialitou je mandlové pečivo bocconotto. Turisté navštěvují město pro zachované historické centrum obehnané hradbami. Významnými kulturními institucemi jsou operní divadlo Teatro Fenaroli diecézní muzeum a muzeum v rodném domě malíře Federica Spoltoreho. Město má železniční spojení se stanicí San Vito na hlavní trati podél pobřeží Jaderského moře.
Město je sídlem fotbalového klubu ASD 1920 Lanciano Calcio. Sedmkrát bylo etapovým městem závodu Giro d'Italia.

### Galerie

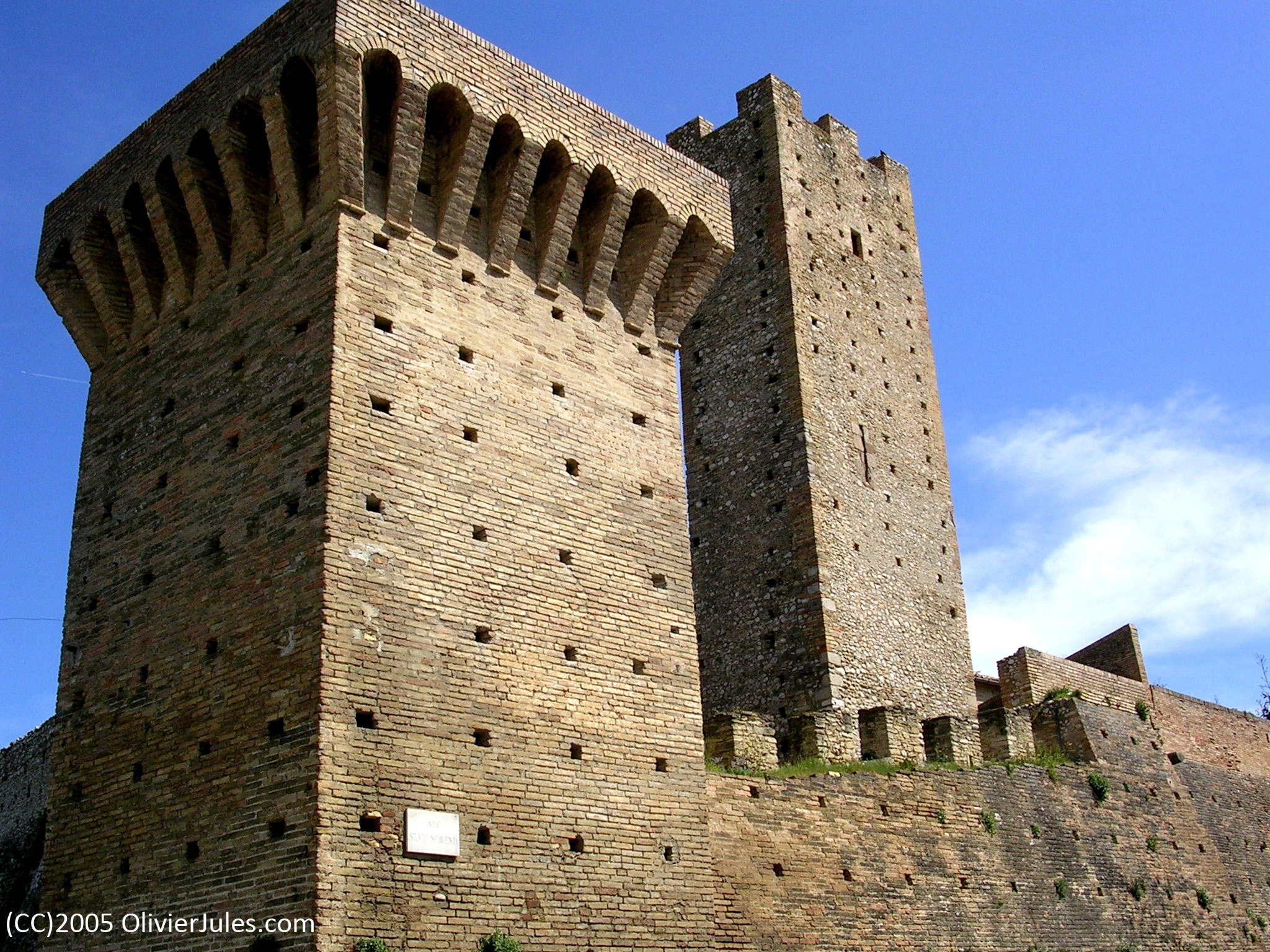
Věže Montanare
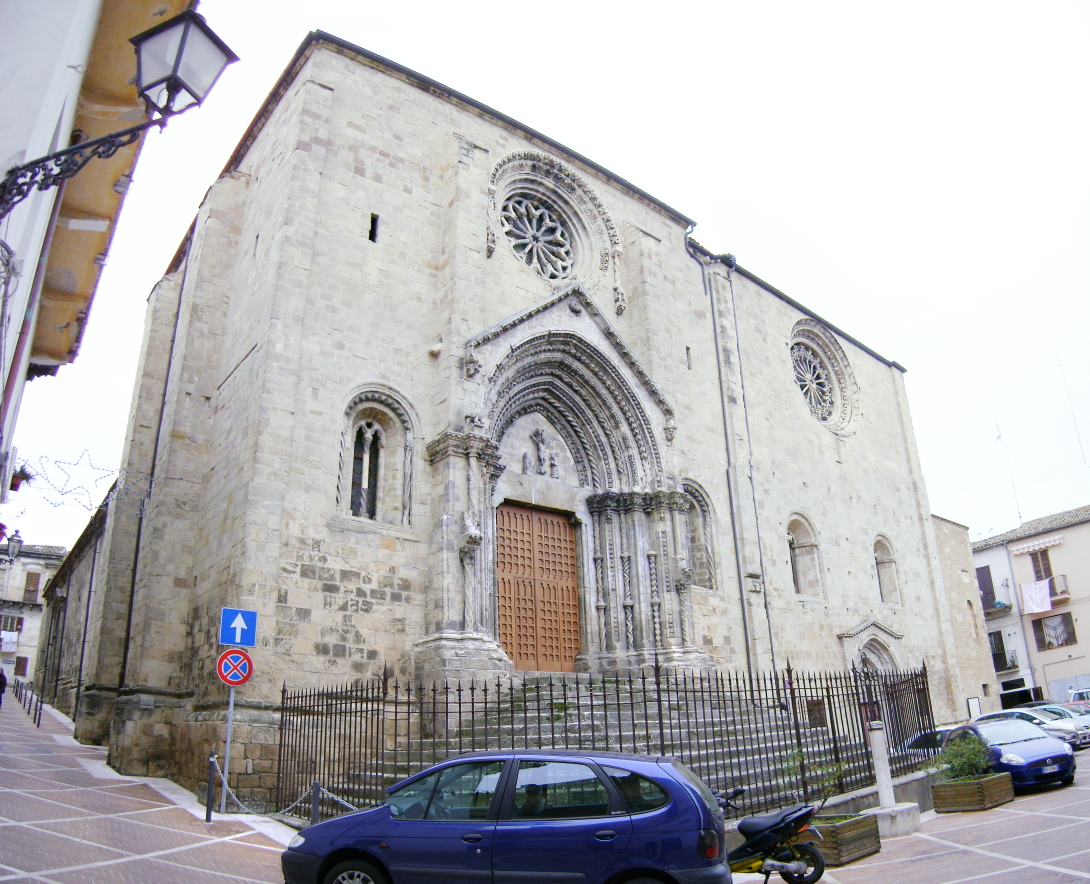
Katedrála P. Marie

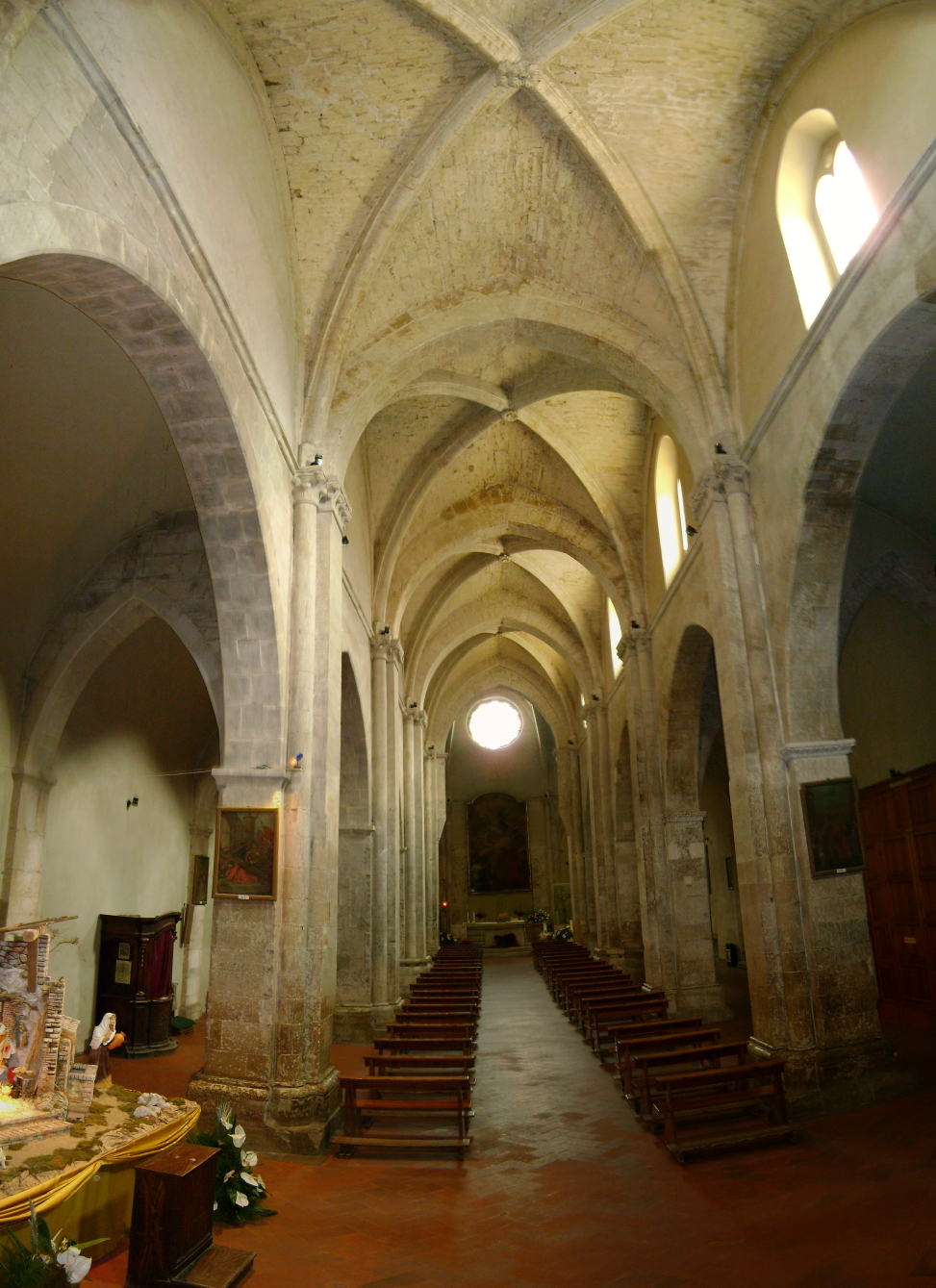
Katedrála P. Marie, vnitřek
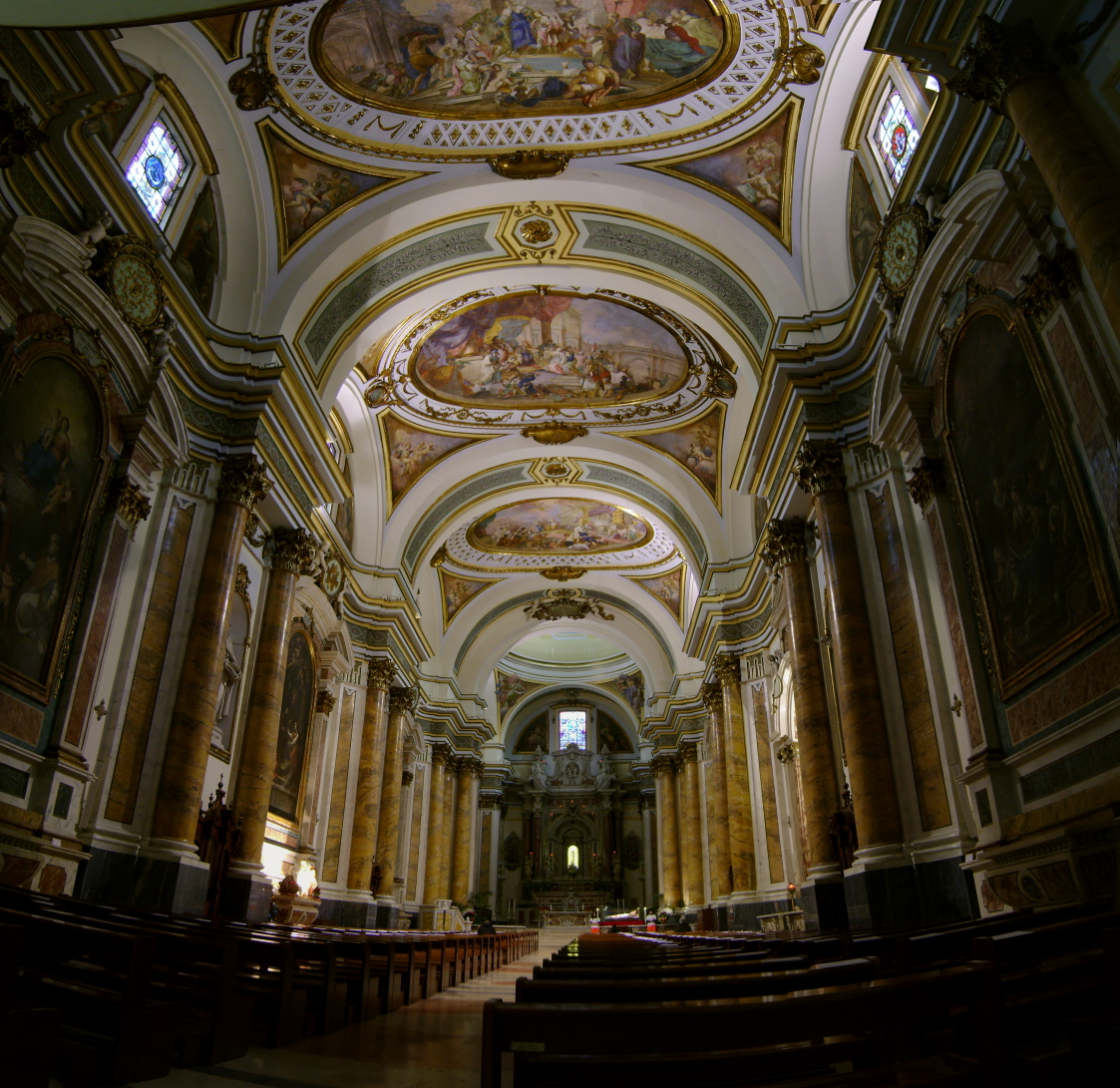
Dóm P.Marie del Ponte
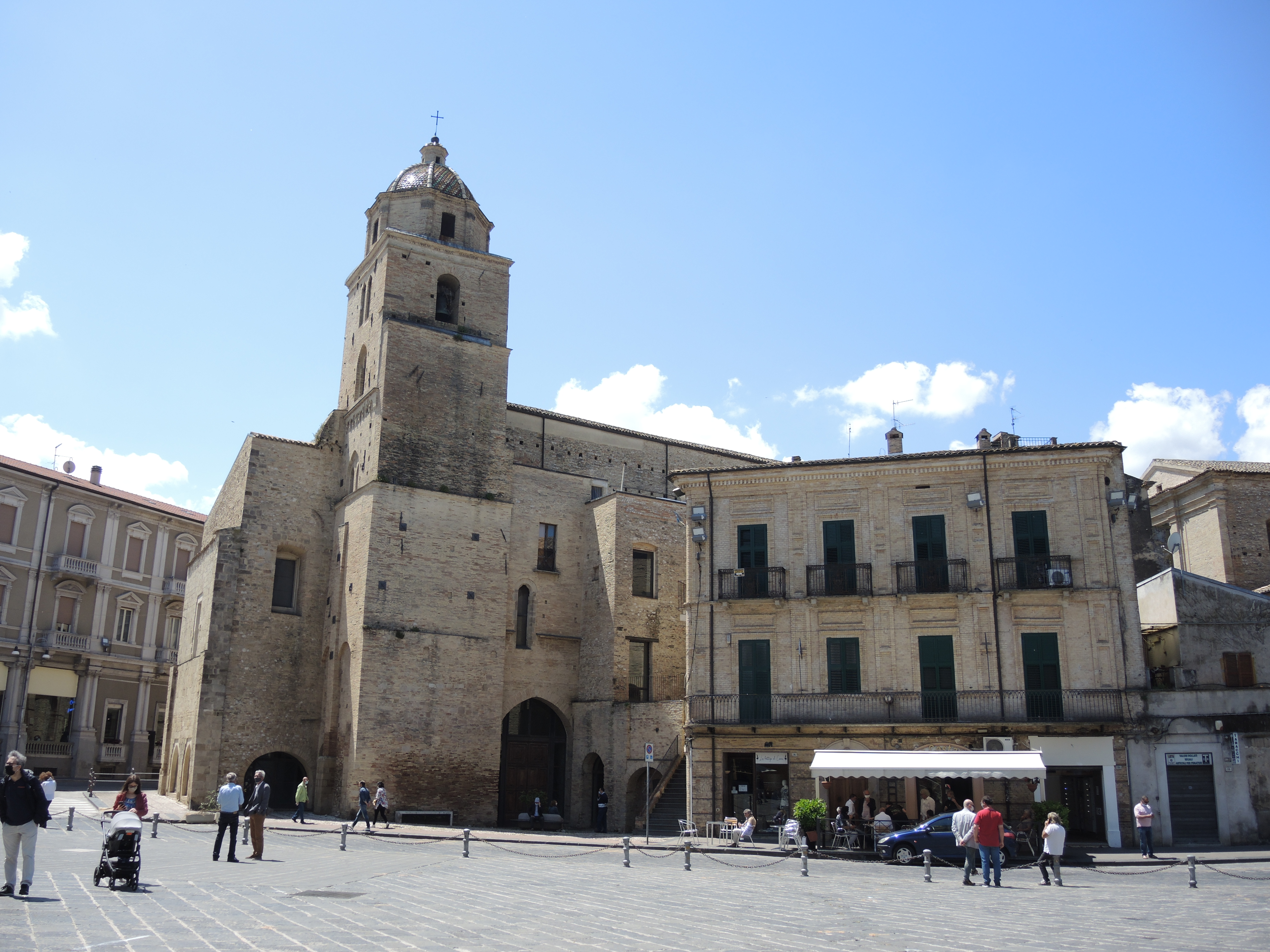
Kostel sv. Františka